# Lena Anderson (illustratör)
Lena Christine Anderson, född 27 maj 1939, är en svensk barnboksförfattare och illustratör, känd för sina böcker om Maja, bland andra Majas alfabet.
Lena Anderson är uppvuxen i Stockholm. Uppmuntrad av sin teckningslärare i skolan gick hon en treårig kvällskurs på Konstfack. Som 16-åring började hon arbeta på Damernas Värld på Åhlén & Åkerlunds förlag. Hon stannade kvar på förlaget i 17 år och avancerade till art director. Där träffade hon också Christina Björk, och tillsammans gjorde de femminuterssagor för TV. Anderson är representerad vid bland annat Nationalmuseum.

## Priser och utmärkelser
- 1984 – Elsa Beskow-plaketten[2]
- 1984 – Deutscher Jugendliteraturpreis för Linneas årsbok
- 1988 – Astrid Lindgren-priset
- 1988 – Deutscher Jugendliteraturpreis för Linnea i målarens trädgård
- 1990 – Wettergrens barnbokollon
- 1990 – Rabén & Sjögrens tecknarstipendium
- 1992 – Grammis för bästa barnproduktion för cd-skivan Majas alfabetssånger
- 2000 – Expressens Heffaklump
- 2002 – Ottilia Adelborg-priset
- 2005 – Linnépriset
- 2023 – Illis quorum-medaljen[3]